# NGC 7352
NGC 7352 је група звезда у сазвежђу Цефеј која се налази на NGC листи објеката дубоког неба.
Деклинација објекта је + 57° 23' 6" а ректасцензија 22h 39m 44,2s. Привидна величина (магнитуда) објекта NGC 7352 износи 12,9.